# Стамбульский аэропорт имени Сабихи Гёкчен
Аэропорт Стамбул имени Сабихи́ Гёкче́н (тур. İstanbul Sabiha Gökçen Havalimanı; ИАТА: SAW, ИКАО: LTFJ) — один из двух международных аэропортов, обслуживающих Стамбул, крупнейший город Турции. Аэропорт расположен в азиатской части города, в 35 километрах к юго-востоку от его центра, и служит хабом для AnadoluJet и Pegasus Airlines, а также дополнительным узлом для Turkish Airlines. Назван в честь Сабихи Гёкчен, приёмной дочери Мустафы Кемаля Ататюрка и первой в мире женщины-пилота истребителя. Согласно официальной статистике за 2022 год, является третьим по загруженности аэропортом Турции после нового аэропорта Стамбула и аэропорта Анталья.

## История
Аэропорт был построен потому, что Стамбульский аэропорт имени Ататюрка был недостаточно велик, чтобы удовлетворить быстро растущий спрос пассажиров (как внутренних, так и международных). Аэропорт был открыт 8 января 2001 года. Пропускная способность международного терминала SAW первоначально составляла 3 миллиона пассажиров в год, а внутреннего терминала — полмиллиона пассажиров в год.
В июне 2007 года турецкий конгломерат Limak Holding, индийская GMR Group и консорциум Malaysia Airport Holding Berhad (MAHB) получили контракт на модернизацию и техническое обслуживание аэропорта. В середине 2008 года была начата работа по модернизации международного терминала для обслуживания 25 миллионов пассажиров ежегодно. Новый терминал был открыт 31 октября 2009 года.
В 2010 году аэропорт имени Сабихи Гёкчен обслужил 11 129 472 пассажира, что на 71% больше по сравнению с 2009 годом.
В сентябре 2010 года аэропорт был признан лучшим аэропортом мира на Всемирном конгрессе лоукостеров в Лондоне и получил награду. Другими наградами, полученными аэропортом в 2010 году, были: «Самая успешная инвестиция в туризм Турции 2010», награда с высокой оценкой от Routes Europe и награда за рост трафика в аэропорту от Airline News & Network Analysis.
В 2015 году международный аэропорт имени Сабихи Гёкчен с 28 285 578 пассажирами и 206 180 операциями взлёт/посадка являлся третьим по загруженности аэропортом с одной взлётно-посадочной полосой в мире после Мумбаи и лондонского Гатвика. Однако и в Мумбаи, и в Гатвике фактически есть две взлётно-посадочные полосы, и они считаются «однополосными», потому что они могут эксплуатировать вторую взлётно-посадочную полосу, только если основная не используется. Это делает Сабиху Гёкчен самым загруженным в мире настоящим аэропортом с одной взлётно-посадочной полосой.
25 декабря 2023 года была открыта вторая взлётно-посадочная полоса. Ожидалось, что добавление этой взлётно-посадочной полосы увеличит пропускную способность с 40 до 80 рейсов в час, что позволяло аэропорту надеяться на удвоение пропускной способности.
Между двумя взлётно-посадочными полосами планировалось построить новые пассажирские терминалы.
Как и аэропорт имени Ататюрка, новый аэропорт Сабихи́ Гёкче́н находится на маршруте знаменитого «Восточного Экспресса», железнодорожного сообщения из Парижа через Стамбул в Палестину. Бывшая железнодорожная станция Пендик, где находится аэропорт, сейчас является трамваем исторического маршрута. Для аэропорта Сабихи́ Гёкче́н турецкие власти проложили отдельную новую ветку метро М4, но к старой станции Пендик также прокладывается ветка сообщения. Эта ветка позволит облегчить доступ к другим портам Мраморного моря и разгрузить Кадыкей.

## Инфраструктура
В аэропорту имени Сабихи Гёкчен находилось два небольших терминала. 31 октября 2009 года открыт новый терминал площадью 200 000 м², оснащённый 16 телескопическими трапами. В левом крыле терминала разместилась зона внутренних рейсов, а в правом — зона международных рейсов. Зона прилёта пассажиров расположилась на первом этаже, зона вылета — на втором.

## Авиакомпании и направления

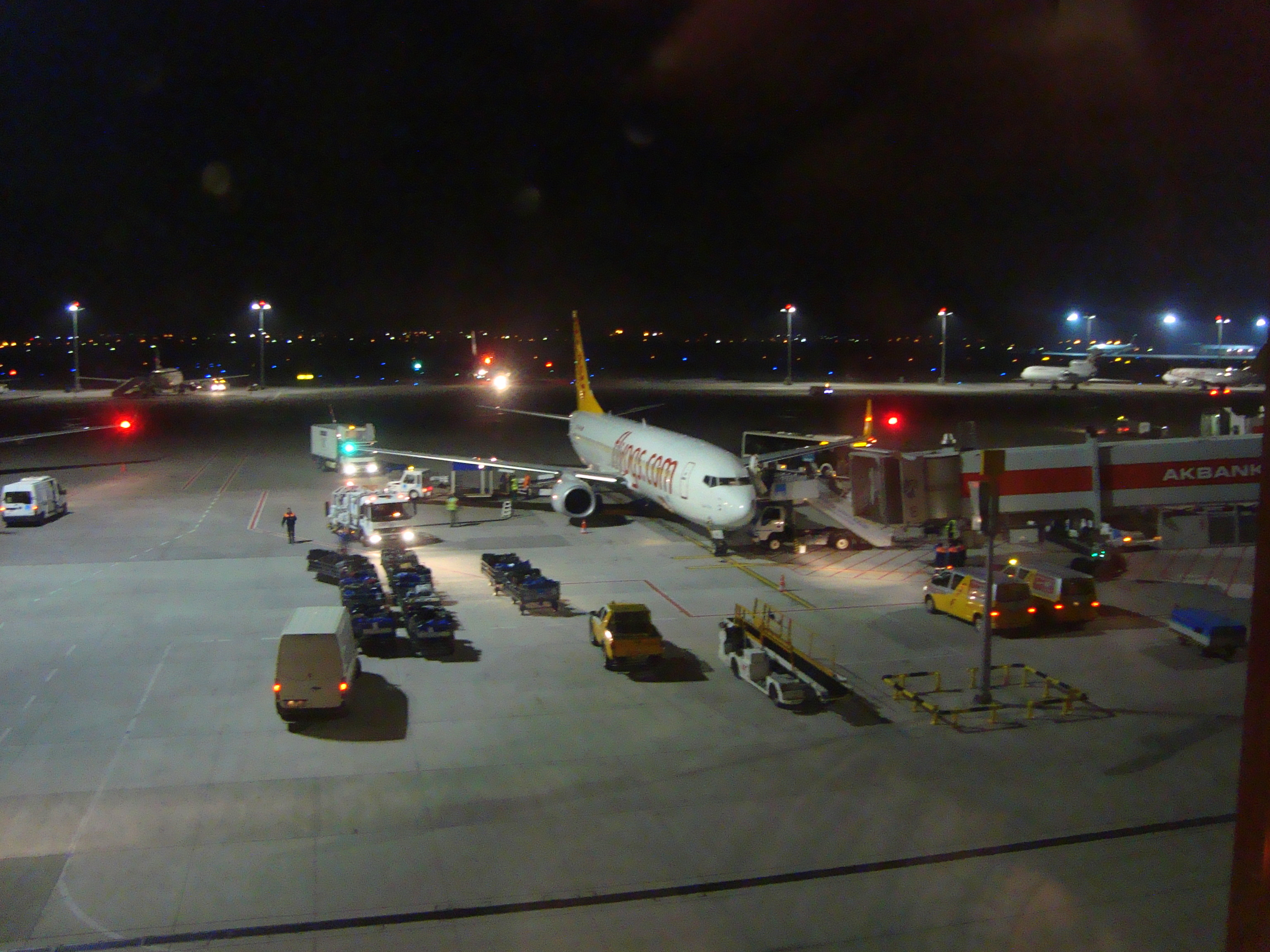
Boeing 737-800 Pegasus Airlines на стоянке у телетрапа

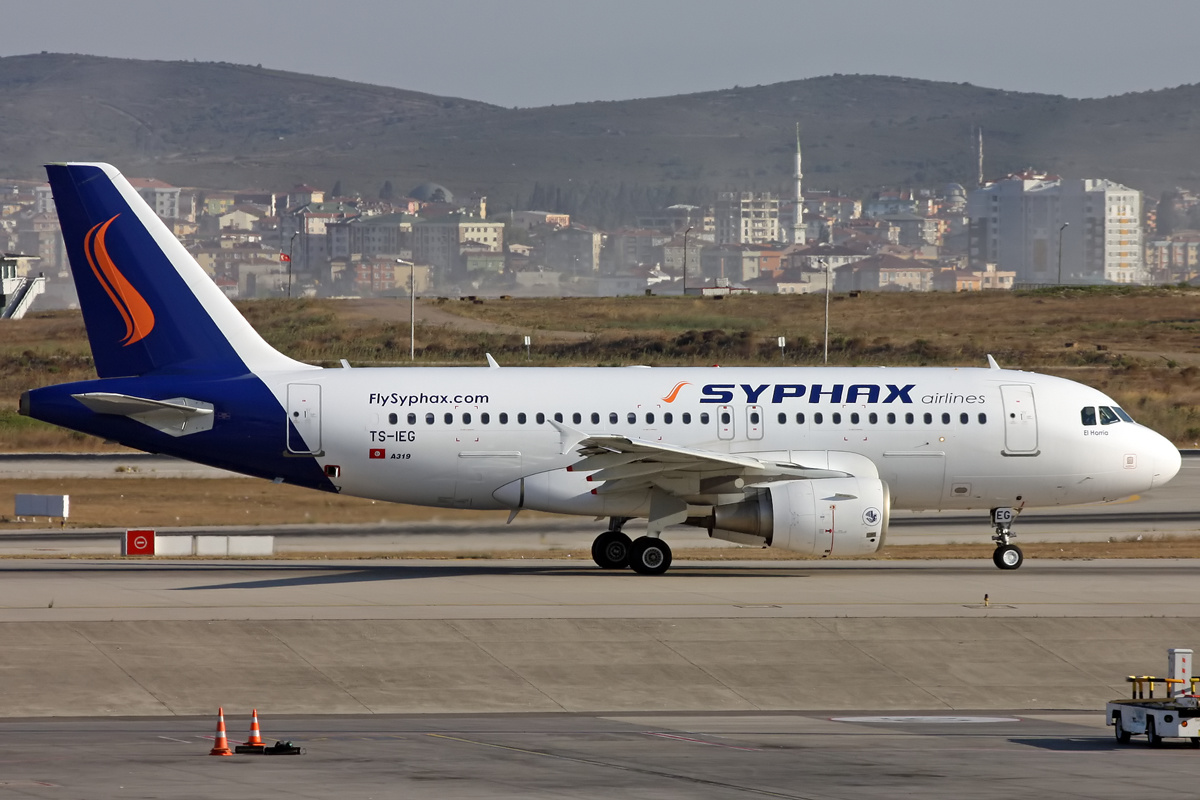
Airbus A319-100 Syphax Airlines на рулении

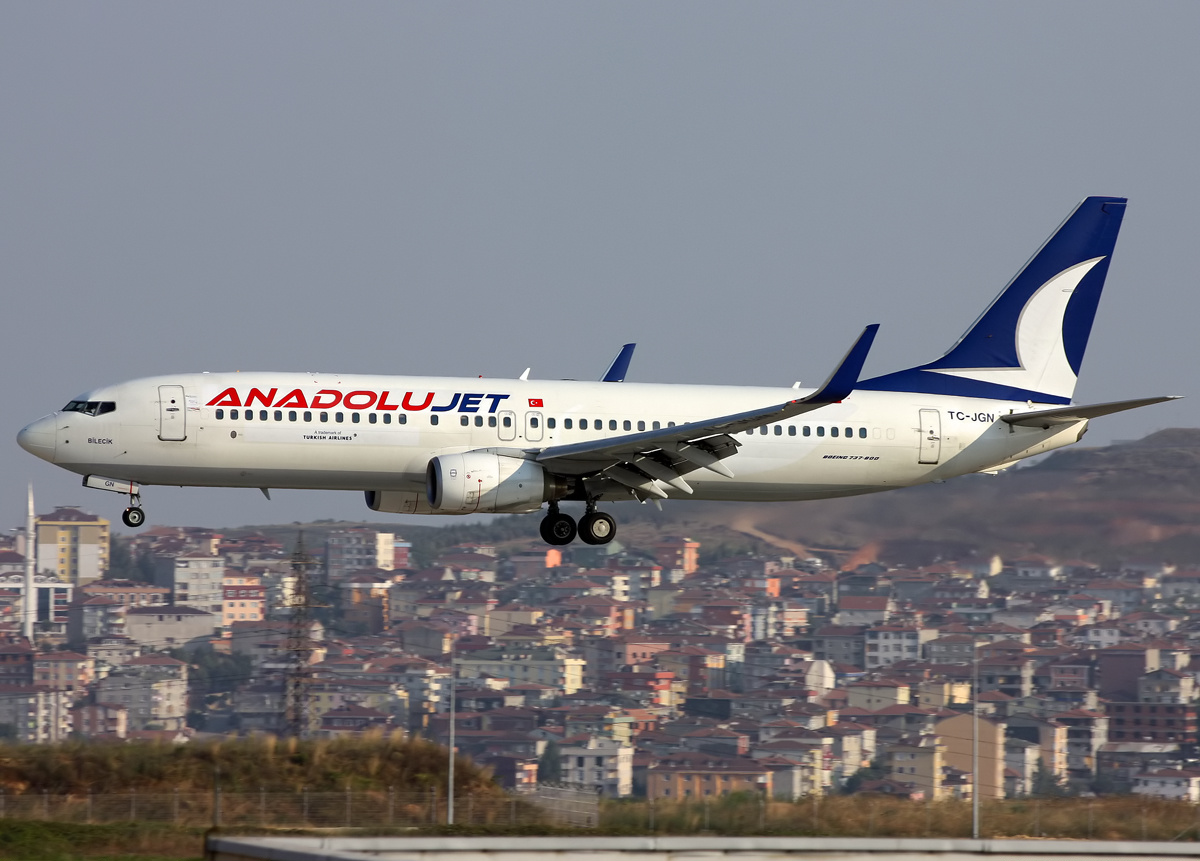
Boeing 737-800 AnadoluJet заходит на посадку

## Статистика

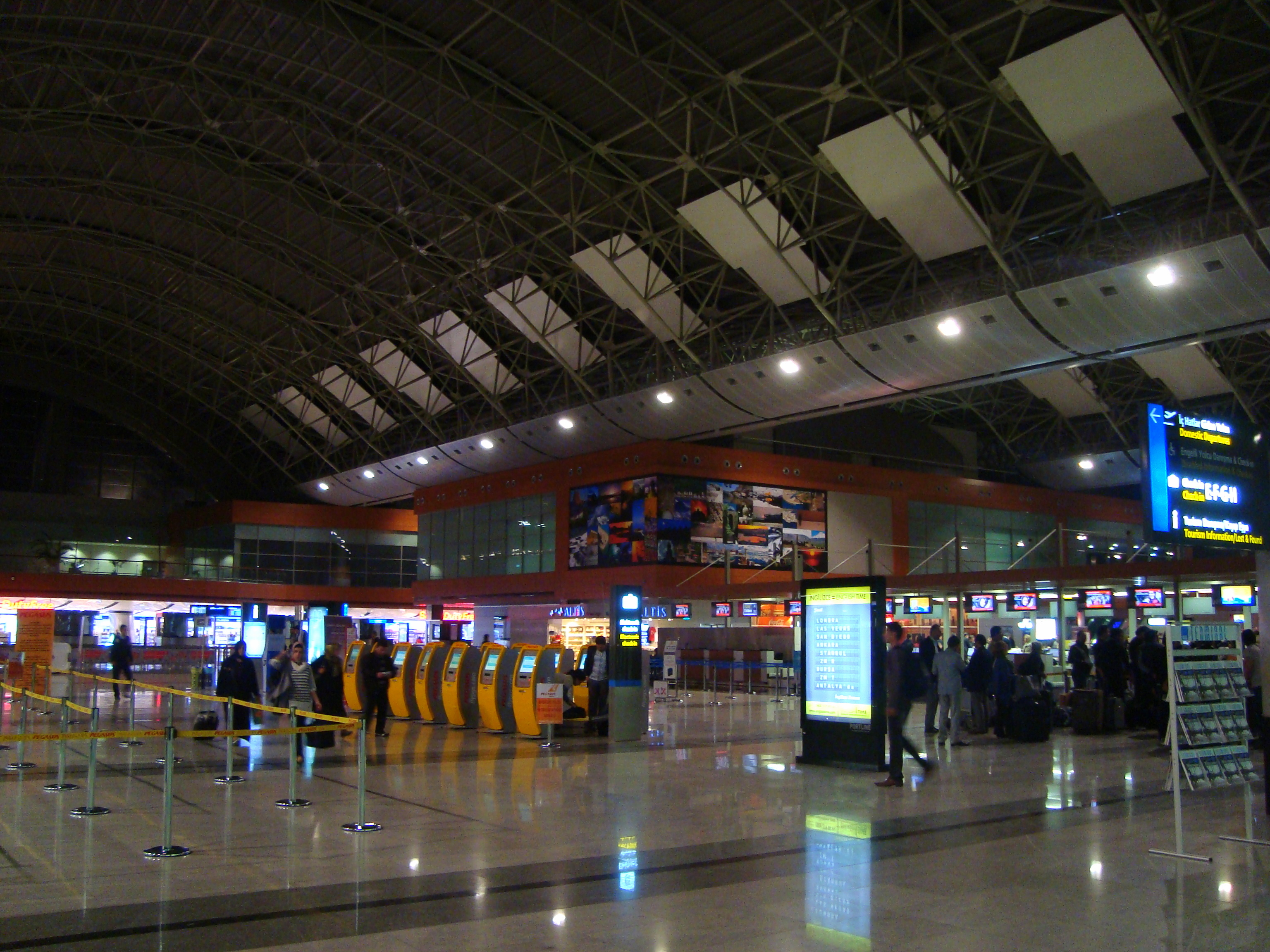
Зона вылета

Данные из запроса в Викиданные.

## Транспортное сообщение

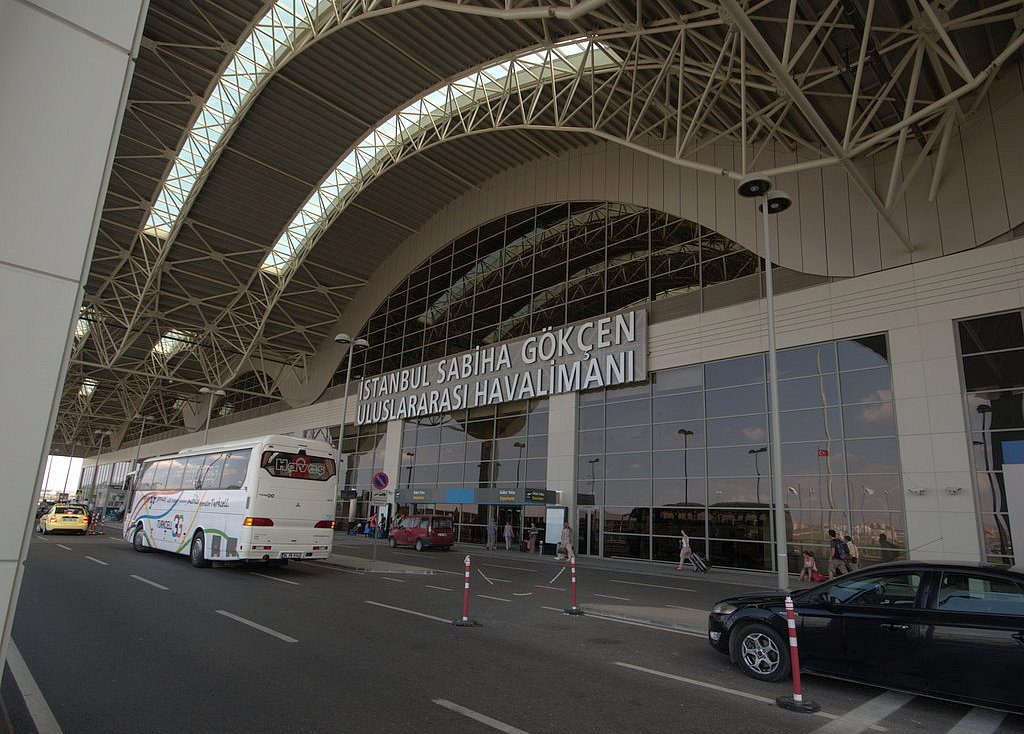
Автобусы возле терминала

Основным транспортным коридором, связывающим аэропорт со Стамбулом и другими районами Стамбульской агломерации, является трасса европейского маршрута E 80.
Также до аэропорта можно добраться описанными ниже городскими автобусными маршрутами. Маршрут E10 направляется в район Кадыкёй. Время пути от 40 минут (экспресс) или до 1 часа (обычный). Автобусы курсируют с интервалом 10—40 минут. Автобусы компании «Havataş» предлагают маршрут в район Кадыкёй и Таксим. Автобусы отправляются с интервалом 30 минут. Время движения 40—50 минут до причала Кадыкёй и около часа до Таксим. На лобовом стекле автобуса на электронном табло указан маршрут, SG-1 — аббревиатура аэропорта. Из района Кадыкёй следует пересесть на паром и переплыть на другой берег, чтобы добраться до центра города.
Быстрый и удобный способ добраться до аэропорта из района Фатих: использовать Marmaray, доехав до остановки Pendik (Pendik Yht İstasyonu), далее на автобусе MR60, который ходит каждые 40 минут по графику, доехать в течение получаса до терминала аэропорта.